# Allium elegantulum
Allium elegantulum là một loài thực vật có hoa trong họ Amaryllidaceae. Loài này được Kitag. mô tả khoa học đầu tiên năm 1933.